# Bombardowanie Frampola
Bombardowanie Frampola – nalot na Frampol przeprowadzony przez niemieckie lotnictwo (Luftwaffe) podczas kampanii wrześniowej; jest często przywoływany jako przykład terroru niemieckiego lotnictwa.

## Przebieg nalotu
Miasto zostało zniszczone 13 września 1939 około godz. 15:00 przez bombowce 8 Korpusu Lotniczego Luftwaffe Wolframa von Richthofena.
Według dziennikarza „Dziennika Wschodniego” Pawła Puzia i lokalnego historyka Ryszarda Jasińskiego w mieście nie znajdowały się żadne cele wojskowe, nalot miał na celu ocenę skuteczności taktyki bombardowania w warunkach polowych.
9 września samolot zwiadowczy wykonał zdjęcia Frampola. Miasto było celem drobnych nalotów 8, 11 i 12 września. Zdaniem Normana Daviesa, Roberta Horbaczewskiego i Pawła Puzia, Niemcy zdecydowali się wykorzystać unikatową zabudowę miasta. Frampol, ze swoim bardzo regularnym planem ulic i dużym rynkiem, przypominał swoistą tarczę strzelecką. Regularna zabudowa miasta umożliwiała trening i ocenę skuteczności bombardowania, w szczególności z użyciem nowych bomb zapalających (termitowych, na bazie tlenku żelaza i aluminium). Frampol nie miał żadnej obrony przeciwlotniczej. Według naocznych świadków, przed nalotem do miasta mogli też przybyć agenci niemieckiej V kolumny, którzy dodatkowo na rogach rynku rozłożyli krzyże z białego płótna.
Istnieją spore rozbieżności co do liczby samolotów niemieckich – źródła podają od 4 do 125. Samoloty leciały na wysokości 1000 m, z prędkością 200 km/h. Zrzucono bomby burzące i zapalające. Na skutek bombardowania w mieście były ofiary, jednak nieliczne (do 10 osób), gdyż mieszkańcy spodziewali się nalotu i mieli zawczasu przygotowane schrony i plany ucieczki. Spłonęło jednak od 60% do 90% budynków. Norman Davies opisuje kilkugodzinny nalot 125 Dornierów, które w celach treningowych zrzuciły 700 ton bomb zabijając niemal połowę (1500) mieszkańców; następnie piloci niemieckich myśliwców ćwiczyli się w strzelaniu do uciekającej ludności cywilnej.
Niemiecki pisarz Wolfgang Schreyer tak opisał planowe bombardowanie miasta przez Luftwaffe w książce Die Piratenchronik. Augen am Himmel wydanej w 1968 r.:

Frampol został wybrany jako eksperymentalny obiekt, ponieważ bombowce, latające przy małej prędkości, nie były zagrożone przez ogień przeciwlotniczy. Również centralnie położony ratusz był idealnym punktem orientacyjnym dla załogi. Patrzyliśmy na możliwość zorientowania po widocznych oznakach, a także wielkości miejscowości, co zagwarantowało, że bomby spadają na Frampol. Z jednej strony ułatwiło to próbę, z drugiej strony potwierdziło skuteczność stosowanych bomb.

Kilka dni po nalocie, 18 września, nad miastem przeleciał niemiecki samolot zwiadowczy. Zrobione wówczas zdjęcia poddano analizie skuteczności i rozrzutu bombardowania.

## Kontrowersje
Niemieckie samoloty miały wówczas zrzucić niewiarygodnie wielką liczbę bomb, podczas gdy 25 września 1939 podczas wielkiego bombardowania Warszawy samoloty zrzuciły 560 ton bomb burzących i 72 tony bomb zapalających. Przy takiej intensywności bombardowania Frampol przestałby w ogóle istnieć.
Frampol był celem militarnym jako miejsce zapchane wycofującymi się oddziałami Armii „Kraków”.